# Machmud Magomiedow
Machmud Idrisowicz Magomiedow (ros. Махмуд Идрисович Магомедов, azer. Maxmud İdris oğlu Maqamedov; ur. 28 sierpnia 1986) – pochodzący z Dagestanu zapaśnik, reprezentant Rosji i (od 2009 roku) Azerbejdżanu. Startuje w kategorii do 55 kg w stylu wolnym.
Największym jego sukcesem jest złoty medal mistrzostw Europy w 2010 roku w kategorii do 55 kg. Zajął piętnaste miejsce na mistrzostwach świata w 2011. Pierwszy w Pucharze Świata w 2012; 2016 i szósty 2013. Mistrz Europy juniorów w 2006 roku.